# Забелин, Леонид Васильевич
Леонид Васильевич Забелин (30 января 1932 — 24 сентября 2015) — советский государственный деятель, инженер, учёный-химик. Лауреат Ленинской премии.

## Биография
Родился в селе Иловка Зырянского района Томской области. После развода родителей в 1936 г. переехал с матерью в Томск. В 1955 г. с отличием окончил физико-технический факультет Томского политехнического института.
Работал на химическом комбинате Каменска-Шахтинского Ростовской области (производство пороха и твердого ракетного топлива): мастер, начальник участка, начальник производства, зам. главного инженера.
В 1964—1969 гг. — директор Бийского химического комбината.
С 1969 г. — начальник Главного управления Министерства машиностроения СССР, в 1975—1989 гг. — заместитель министра машиностроения, в 1989—1991 гг. — заместитель министра оборонной промышленности СССР.
В 1991—1992 гг. — президент научно-технического концерна «Техническая химия». С 1992 г. — президент АО «Техническая химия».
Участник и один из руководителей работ по созданию первой твёрдотопливной межконтинентальной баллистической ракеты для подводного флота и организации производства зарядов из смесевого твёрдого топлива.
Преподавал на ИХТ-факультете РХТУ им. Д. И. Менделеева. Доктор химических наук, почётный профессор РХТУ им. Д.И. Менделеева (c 1999 года).
Похоронен на мемориале «Пантеон защитников Отечества».

## Награды и звания
- орден Ленина,
- орден Октябрьской Революции,
- орден Трудового Красного Знамени,
- орден «Знак Почёта»,
- медали.

- Лауреат Ленинской премии (1984),
- Лауреат Премии Совета Министров СССР (1976),
- Лауреат Премии Правительства Российской Федерации (1998, 2004).
- Заслуженный химик Российской Федерации (1993).